# Betragt mit svage spind
Betragt mit svage spind (også "Edderkoppens Sang af 'Aladdin'") er en sang med tekst af Adam Oehlenschläger. Den har været sunget på flere forskellige melodier. Carl Nielsen har skrevet to melodier til sangen. Den første i 1899, den anden i 1921.

## Tekst
Oehlenschlägers digt er på blot to strofer hver med otte verselinjer og er en del af "lystspillet" Aladdin.
I skuespillet er det "spindelvæven" der skal fremsige digtet.
Betragt mit svage Spind!

Hvor Traadene sig flætte!

Den allermindste Vind

Kan Alt i Hast udslette.

Et ringe Billed kun,

Paa Almagts Vælde stor.

Hør, i din bittre Stund,

Mit stille Trøstens-Ord.

Giv paa min Gierning agt!

Saa sidder hist den Høye,

I Centret af sin Magt,

Med et opmærksomt Øie,

Han drager, som han vil,

Snart Traaden ud, snart ind,

Han lægger Mærke til

Det allermindste Spind.

## Melodi
Sangen kom med i første udgave af Højskolesangbogen i 1894 og her var melodiangivelsen  "Med amen slutter vi (Simonsen)".
I anden udgave blev angivelsen ændret til Jeg tjænte på Kjölsta ifjor.
Denne melodi holdt frem til 10. udgave fra 1922 hvor Carl Nielsens melodi blev angivet.
Carl Nielsens første udgave var komponeneret i slutningen af 1899 og dedikeret til Nielsens medstuderende Margrete Rosenberg.
Ifølge et brev til Thorvald Aagaard skal Nielsen have færdiggjort melodien til den anden version i februar 1921.

## Udgivelser og indspilninger
Nielsens første melodi blev først udgivet i 1907 eller 1908. Den har fået værkfortegnelsen CNW 373.
Nielsens anden melodi blev udgivet i 1921 i sangbogen Tyve folkelige Melodier.
Den har fået værkfortegnelsen CNW 254.
I Carl Nielsen Udgaven er den anført under "Bidrag til 'Folkehøjskolens Melodibog'".
I Højskolesangbogen kom den med i første udgave fra 1894 og var der frem til 15. udgave i 1964.
Til 16. udgave fra 1974 blev den fravalgt og har siden ikke været i Højskolesangbogen.
Edition Wilhelm Hansen udgav i 2015 et Michael Bojesen-arrangement for SATB-kor.
Mette Ejsing har indspillet Nielsens anden version med klaverledsagelse.
Bojesens arrangement er indspillet af Ars Nova med udgivelse i 2015.